# Letnia burza
Letnia burza (niem. Sommersturm) – niemiecki komediodramat z 2004 roku w reżyserii Marco Kreuzpaintnera.

## Fabuła
Film opowiada historię dorastania i pierwszych miłości trójki nastolatków, traktuje o odkrywaniu własnej seksualności i przedstawia coming out głównego bohatera.
Na obozie wioślarskim Anke zauważa, że jej chłopak Tobi podkochuje się w przystojnym Achimie, swym bliskim przyjacielu. Drużyna chłopaków z południowych Niemiec liczy na przyjazd zapowiadanej żeńskiej drużyny z Berlina. Tymczasem pod jej nieobecność zjawia się męska drużyna gejowska. Finał regat wioślarskich przypada w czasie tytułowej letniej burzy.

## Obsada
- Robert Stadlober – Tobi
- Kostja Ullmann – Achim
- Alicja Bachleda-Curuś – Anke
- Miriam Morgenstern – Sandra
- Jürgen Tonkel – Hansi
- Tristano Casanova – Georg
- Marlon Kittel – Leo
- Hanno Koffler – Malte
- Ludwig Blochberger – Oli
- Alexa Maria Surholt – Susanne
- Joseph M'Barek – Ferdinand "Ferdi"

## Produkcja
Zdjęcia kręcono w Bawarii (jezioro Starnberger See) oraz w Nadrenii Północnej-Westfalii (Remscheid).

## Nagrody i nominacje
- 2004, Filmfest München:
  - Nagroda Audiencji (nagrodzony: Marco Kreuzpaintner)
- 2005, Milan International Lesbian and Gay Film Festival:
  - Nagroda Audiencji w kategorii film fabularny (Marco Kreuzpaintner)
- 2005, New Faces Awards, Germany:
  - nagroda New Faces w kategorii reżyser (Marco Kreuzpaintner)
- 2005, Undine Awards, Austria:
  - nagroda Undine w kategorii najlepszy młody aktor w filmie kinowym (Robert Stadlober)
- 2007, GLAAD Media Awards:
  - nominacja do nagrody GLAAD Media w kategorii wybitny film – wydanie (DVD – przyp.) limitowane